# دیوید هندرسون
دیوید هندرسون (انگلیسی: David Henderson; ۱ نوامبر ۱۸۶۸ – 1933) بازیکن فوتبال، و سرمربی (فوتبال) اهل پادشاهی متحد بریتانیای کبیر و ایرلند بود.
از باشگاه‌هایی که در آن بازی کرده‌است می‌توان به باشگاه فوتبال لیورپول اشاره کرد.